# Furis

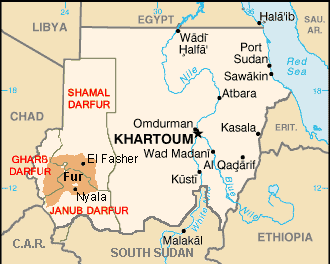

Os furis (fòòrà, no idioma local e فور, em árabe) são um povo africano negro do Sudão ocidental. Os furis habitam, principalmente, a região de Darfur. Dedicados à agricultura sedentária, principalmente ao cultivo do milho, sua sociedade é muito tradicional e as aldeias são governadas pelos anciãos.
Falam língua fur (bèle fòòr, fòòraŋ bèle; em árabe: فوراوي; romaniz.: fûrâwî). Trata-se de uma língua da família línguas nilóticas, que os linguistas também chamam conjara, nome de um antigo clã dominante. A língua fur tinha, aproximadamente, 744 000 falantes em 2004.
São muçulmanos, tendo se convertido ao islamismo quando a região foi conquistada pelo Império de Canem, que existiu na África desde a Idade Média, a partir do século VIII e que, no seu apogeu, abarcou a área que atualmente corresponde ao sul da Líbia, Chade, nordeste da Nigéria, leste de Níger e norte dos Camarões. 